# Edward Furlong
Edward Walter Furlong (Glendale, 2 agosto 1977) è un attore statunitense.
Premiato con un Saturn Award e un MTV Movie Award per il ruolo di John Connor nel suo film d'esordio, Terminator 2 - Il giorno del giudizio (1991), nei successivi dieci anni è stato acclamato per le sue interpretazioni in pellicole come Cimitero vivente 2, American Heart, Una casa tutta per noi, Pecker e American History X. La sua carriera successivamente è declinata a causa di molteplici arresti e casi giudiziari e per i suoi problemi di tossicodipendenza e alcolismo.

## Biografia
Furlong è nato a Glendale, in California, vicino a Burbank, figlio di Eleanor Tafoya e padre sconosciuto. Ha origini messicane da parte di madre e russe da parte di padre. Data la precaria situazione familiare, dal 1990 ha vissuto con gli zii. Ha un fratellastro più giovane di nome Robert, nato dal matrimonio della madre con un altro uomo. La carriera di Furlong è iniziata per caso mentre era in un centro giovanile a Pasadena (California): Edward viene notato dall'agente teatrale Mali Finn che vede in lui la perfetta incarnazione di John Connor, il coraggioso prescelto di Terminator 2 - Il giorno del giudizio. Inizierà quindi la sua carriera a fianco di superstar del calibro di Arnold Schwarzenegger e Linda Hamilton in quello che diverrà un cult.
Furlong preferisce però intraprendere la strada del cinema indipendente per migliorare le sue doti attoriali: lavorerà a fianco di Jeff Bridges in American Heart, di Kathy Bates nel drammatico Una casa tutta per noi e soprattutto in American History X. Nel 1998 affiancherà Christina Ricci nel film Pecker. Nel 2000 viene scritturato da Steve Buscemi per Animal Factory con Willem Dafoe, per poi partecipare a I cavalieri che fecero l'impresa di Pupi Avati nel 2001. In televisione è apparso in alcuni episodi della serie televisiva CSI: NY interpretando il serial killer Shane Casey.

## Vita privata
Furlong è stato fidanzato per diversi anni con Jacqueline Domac, la sua agente di 13 anni più grande di lui, conosciuta sul set di Terminator 2 - Il giorno del giudizio; la storia terminò quando Domac nel maggio 1999 lo denunciò per violenza fisica e verbale, richiedendo il 15% degli introiti dell'attore degli ultimi tre anni. In quel periodo Furlong ebbe i primi problemi di alcolismo e tossicodipendenza che ne condizionarono la carriera, e nell'ottobre 2000 andò in riabilitazione. Nel 2006 affermò di essere stato dipendente da eroina e cocaina dai 22 ai 26 anni.
Il 19 aprile 2006 si sposò con la collega Rachael Bella, conosciuta sul set di Jimmy and Judy, con cui cinque mesi dopo ebbe il figlio Ethan Page. L'8 luglio 2009 Bella presentò il divorzio citando differenze inconciliabili e affermando che il figlio era risultato positivo alla cocaina, il che portò un giudice a disporre che le visite di Furlong dovessero essere sorvegliate.
Nel 2010 Furlong è stato sottoposto a tre anni di libertà vigilata per la violazione di un provvedimento cautelare civile ottenuto dalla ex moglie; nel marzo 2013 è stato poi condannato a 180 giorni di carcere per violazione della libertà vigilata dopo aver avuto comportamenti violenti con l'attrice Monica Keena (con la quale era stato fidanzato dal 2009 al 2013), nonché per la violazione di un ordine restrittivo che gli vietava qualsiasi contatto con lei. Furlong è stato arrestato di nuovo nel maggio 2013 e, per evitare il carcere, ha accettato di andare in riabilitazione per la tossicodipendenza per 90 giorni e di sottoporsi a 52 settimane di consulenza per la violenza domestica; aveva già scontato 61 giorni di carcere.
Dopo essere stato in un centro di riabilitazione è tornato a essere un uomo sobrio e disintossicato. Presenzia come guest star in vari ComicCon negli Stati Uniti.

## Filmografia

### Cinema

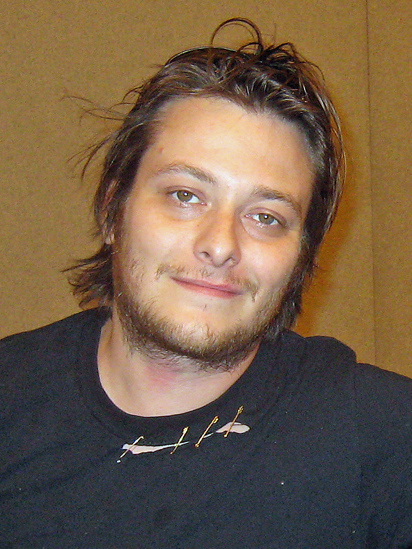
Edward Furlong al London Film and Comic Con del 2009

- Terminator 2 - Il giorno del giudizio (Terminator 2: Judgment Day), regia di James Cameron (1991)
- Cimitero vivente 2 (Pet Sematary Two), regia di Mary Lambert (1992)
- American Heart, regia di Martin Bell (1992)
- Una casa tutta per noi (A Home of Our Own), regia di Tony Bill (1993)
- Brainscan - Il gioco della morte (Brainscan), regia di John Flynn (1993)
- Little Odessa, regia di James Gray (1994)
- Storie d'amore (The Grass Harp), regia di Charles Matthau (1995)
- Prima e dopo (Before and After), regia di Barbet Schroeder (1996)
- T2 3-D: Battle Across Time, regia di John Bruno, James Cameron e Stan Winston – cortometraggio (1996)
- Pecker, regia di John Waters (1998)
- American History X, regia di Tony Kaye (1998)
- Detroit Rock City, regia di Adam Rifkin (1999)
- Animal Factory, regia di Steve Buscemi (2000)
- I cavalieri che fecero l'impresa, regia di Pupi Avati (2001)
- 3 Blind Mice, regia di Mathias Ledoux (2003)
- L.A. Underground (Venice Underground), regia di Eric DelaBarre (2005)
- Intermedio, regia di Andrew Lauer (2005)
- Il corvo - Preghiera maledetta (The Crow: Wicked Prayer), regia di Lance Mungia (2005)
- Cruel World, regia di Kelsey T. Howard (2005)
- Jimmy and Judy, regia di Randall Rubin e Jon Schroder (2006)
- The Visitation - L'ultimo messia (The Visitation), regia di Robby Henson (2006)
- Nice Guys, regia di Joe Eckardt (2006)
- The Covenant 2 - Brotherhood of Evil (The Covenant: Brotherhood of Evil), regia di Micheal Bafaro (2006)
- Warriors of Terra, regia di Robert Wilson (2006)
- Living & Dying, regia di Jon Keeyes (2007)
- Dark Reel, regia di Josh Eisenstadt (2008)
- Stoic, regia di Uwe Boll (2009)
- Night of the Demons, regia di Adam Gierasch (2009)
- Darfur, regia di Uwe Boll (2009)
- Kingshighway, regia di Clayne Crawford (2010)
- The Green Hornet, regia di Michel Gondry (2011)
- This Is Not a Movie, regia di Olallo Rubio (2011)
- The Mortician, regia di Gareth Maxwell Roberts (2011)
- Below Zero, regia di Justin Thomas Ostensen (2011)
- Absolute Killers, regia di Heather Hale (2011)
- Tequila, regia di Sergio Sánchez Suárez (2011)
- License to Reproduce, regia di Alano Massi – cortometraggio (2011)
- For the Love of Money, regia di Ellie Kanner (2012)
- Arachnoquake, regia di Griff Furst – film TV (2012)
- Crave, regia di Charles de Lauzirika (2012)
- Paranormal Abduction, regia di Rachel Grissom (2012)
- Matt's Chance, regia di Nicholas Gyeney (2013)
- The Zombie King, regia di Aidan Belizaire (2013)
- Assalto a Wall Street (Assault on Wall Street), regia di Uwe Boll (2013)
- Awakened, regia di Joycelyn Engle e Arno Malarone (2013)
- Stitch, regia di Ajai (2014)
- The Last Light, regia di Andrew Hyatt (2014)
- Aftermath, regia di Péter Engert (2014)
- A Perfect Vacation, regia di Mark Atkins (2015)
- A Winter Rose, regia di Riz Story (2016)
- The Reunion, regia di Tim French (2017)
- Terminator - Destino oscuro (Terminator: Dark Fate), regia di Tim Miller (2019)
- Heart of a Champion, regia di Brad Keller (2023)
- The Forest Hills, regia di Scott Goldberg (2023)
- Unspeakable: Beyond the Wall of Sleep, regia di Chad Ferrin (2024)

### Televisione
- Andy Dick Show – serie TV, 1 episodio (2001)
- On ne peut pas plaire à tout le monde  – serie TV,  (2003)
- Poorman's Bikini Beach  – serie TV,  (2005)
- CSI: NY – serie TV, 5 episodi (2006-2010)
- Perception – serie TV, episodio 1x07 (2012)
- The Glades – serie TV, episodio 3x07 (2012)
- Star Trek: Renegades, regia di Tim Russ – film TV (2015)

## Riconoscimenti
- Saturn Awards

1992: Vinto, "Migliore Giovane Attore" - Terminator 2 - Il giorno del giudizio
1993: Nomination, "Migliore Giovane Attore" - Pet Sematary II
- Independent Spirit Awards

1994: Nomination, "Best Supporting Male" - American Heart
- MTV Movie Awards

1992: Vinto, "Best Breakthrough Performance" - Terminator 2 - Il giorno del giudizio
- Young Artist Awards

1994: Nomination, "Outstanding Youth Ensemble in a Motion Picture" - A Home of Our Own (shared w/co-stars)
1994: Vinto, "Best Youth Actor Leading Role in a Motion Picture Drama" - A Home of Our Own
1999: Nomination, "Best Supporting Young Actor Performance in a Feature Film" - American History X

## Doppiatori italiani
Nelle versioni in italiano dei suoi lavori, Edward Furlong è stato doppiato da:
- Stefano Crescentini in Brainscan - Il gioco della morte, Little Odessa, Storie d'amore, American History X, Detroit Rock City
- Fabrizio Manfredi in Terminator 2 - Il giorno del giudizio, Prima e dopo, Animal Factory, I cavalieri che fecero l'impresa
- Francesco Pezzulli in Pecker
- Corrado Conforti in The Green Hornet
- Gabriele Patriarca in American Heart
- Andrea Ward in Il corvo - Preghiera maledetta
- Paolo De Santis in The Visitation - L'ultimo Messia
- Gianluca Crisafi in Jimmy and Judy
- Marco Baroni in CSI: NY
- Francesco Meoni in The Glades
- Massimiliano Manfredi in Una casa tutta per noi (voce narrante da adulto)